# Amblypharyngodon
A Amblypharyngodon  a csontos halak (Osteichthyes) főosztályának sugarasúszójú halak (Actinopterygii)  osztályába, a pontyalakúak (Cypriniformes) rendjébe, a pontyfélék (Cyprinidae) családjába és a Danioninae alcsaládjába tartozó nem .

## Rendszerezés
A nembe az alábbi 5 faj tartozik:
- Amblypharyngodon atkinsonii
- Amblypharyngodon chulabhornae
- Amblypharyngodon melettinus
- Amblypharyngodon microlepis
- Amblypharyngodon mola